# Aéroport international Heydar-Aliyev de Bakou
 (avril 2019).
Si vous disposez d'ouvrages ou d'articles de référence ou si vous connaissez des sites web de qualité traitant du thème abordé ici, merci de compléter l'article en donnant les références utiles à sa vérifiabilité et en les liant à la section « Notes et références ».
Pour les articles homonymes, voir GYD.
L'aéroport international Heydar-Aliyev de Bakou (code IATA : GYD • code OACI : UBBB) est un aéroport domestique et international desservant la ville de Bakou, capitale de l'Azerbaïdjan. Auparavant dénommé aéroport international Bina d'après une banlieue de Bakou, il a été renommé le 10 mars 2004 en l'honneur de l'ancien président azerbaïdjanais Heydar Aliyev.
Il s'agit de la plate-forme de correspondance aéroportuaire d'Azerbaijan Airlines. L'aéroport international Heydar-Aliyev de Bakou est l'un des cinq aéroports internationaux du pays.

## Situation
L'aéroport est situé à 20 km au nord-est de Bakou à l'Est du pays, sur la rive sud de la presqu'île d'Abşeron, au bord de la mer Caspienne.
| \| 20 km1:1 845 000 \| Lankaran Zaqatala Gandja Nakhitchevan‎ Qabala Bakou-Heydar-Aliyev |
| 20 km1:1 845 000                                                                        |

## Histoire

Aérogare de l'aéroport international Heydar-Aliyev de Bakou.

Il a été renommé le 10 mars 2004 en l'honneur du président Heydar Aliyev, et son code AITA a été changé: de BAK, il est devenu GYD.
C'est la plate-forme de correspondance pour la compagnie locale Azerbaijan Airlines. L'organisme de consultation Skytrax lui a donné la note de "4 étoiles" dans le domaine de l'évaluation de la qualité des services de transport aérien en 2015. Grâce à sa situation géographique favorable, l'aéroport de Bakou est devenu le numéro un de la région s'agissant des vols de transit entre l'est et l'ouest, le nord et le sud[précision nécessaire]. En 2014, un nouveau terminal a été mis en service.

## Statistiques
L'aéroport  a accueilli, en 2013,  2 857 000 passagers.
Pour des raisons techniques, il est temporairement impossible d'afficher le graphique qui aurait dû être présenté ici.

Voir la requête brute et les sources sur Wikidata.

## Compagnies aériennes et destinations
| Compagnies                      | Destinations |
| ------------------------------- | --- |
| Aegean Airlines                 | Athènes E.-Venizélos |
| Aeroflot                        | Moscou Chérémétiévo |
| Air Arabia                      | Abou Dabi, Charjah |
| Air Astana                      | Almaty, Noursoultan |
| Air Cairo                       | Charm el-Cheikh |
| Air Montenegro                  | En saison : Tivat |
| airBaltic                       | En saison : Riga |
| AJet                            | Ankara Esenboğa, Antalya, Istanbul-S. Gökçen |
| Arkia                           | En saison : Tel Aviv - Ben Gourion |
| Azerbaijan Airlines             | - Aktaou, - Almaty, - Ankara Esenboğa, - Astrakhan-Narimanovo, - Bagdad, - Barcelone-El Prat, - Berlin-Brandebourg, - Bichkek Manas, - Chișinău, - Dammam-roi Fahd, - Delhi-Indira Gandhi, - Doha-Hamad, - Dublin, - Douchanbé, - Ganja, - Genève-Cointrin, - Grozny, - Islamabad-Benazir Bhutto, - Istanbul, - Istanbul-S. Gökçen, - Izmir-A. Menderes, - Djeddah - Roi-Abdelaziz, - Karachi-Jinnah, - Kazan, - Koweït, - Lahore-Allama Iqbal, - Londres-Gatwick, - Londres-Heathrow, - Makhatchkala, - Médine-Prince M. Bin Abdulaziz, - Milan-Malpensa, - Mineralniye Vody, - Minsk, - Moscou-Domodédovo, - Moscou-Vnoukovo, - Nakhitchevan, - Noursoultan, - Oufa, - Paris-Charles de Gaulle, - Prague-Václav-Havel, - Qəbələ, - Riyad-roi Khaled, - Saint-Pétersbourg-Poulkovo, - Samara-Kouroumotch, - Samarcande, - Sotchi-Adler, - Tachkent, - Tbilissi-C. Roustavéli, - Téhéran-Imam-Khomeini, - Tel Aviv - Ben Gourion, - Trabzon/Trébizonde, - Vienne-Schwechat, - Volgograd (ex-Stalingrad) En saison : - Antalya, - Batoumi-A. Kartveli, - Bodrum-Milas, - Bombay-Chhatrapati-Shivaji, - Bucarest-H. Coandă, - Dalaman, - Izmir-A. Menderes, - Charm el-Cheikh, - Sofia-Vrajdebna, - Tivat En saison charter : Buraydah, Hofuf Al-Ahsa |
| Azimuth                         | Astrakhan-Narimanovo, Mineralniye Vody, Sotchi-Adler |
| Belavia                         | Minsk |
| China Southern Airlines         | Ürümqi-Diwopu |
| Fly Baghdad                     | Bagdad |
| flyadeal                        | En saison : Djeddah - Roi-Abdelaziz |
| FlyArystan                      | Aktaou, Noursoultan |
| flydubai                        | Dubaï |
| Flynas                          | En saison : Dammam-roi Fahd, Djeddah - Roi-Abdelaziz, Riyad-roi Khaled |
| Georgian Wings                  | Tbilissi-C. Roustavéli |
| Gulf Air                        | Manama-Bahreïn |
| IndiGo                          | Delhi-Indira Gandhi |
| IrAero                          | - Tcheliabinsk-Balandino, - Krasnoïarsk-Iémélianovo, - Novossibirsk-Tolmatchevo, - Omsk, - Orenbourg-Tsentralni, - Oufa, - Perm, - Samara-Kouroumotch, - Saratov-Gagarine En saison : Iékaterinbourg-Koltsovo |
| Iran Air                        | Téhéran-Imam-Khomeini |
| Iraqi Airways                   | Bagdad, Erbil, Souleimaniye |
| Israir                          | Tel Aviv - Ben Gourion |
| Jazeera Airways                 | Koweït |
| Kuwait Airways                  | Koweït |
| LOT Polish Airlines             | Varsovie-Chopin |
| Lufthansa                       | Francfort |
| NordStar                        | Norilsk-Alykel, Oufa |
| Nordwind Airlines               | - Kazan, - Mineralniye Vody, - Nijni Novgorod-Strigino, - Orenbourg-Tsentralni, - Oufa, - Perm, - Saint-Pétersbourg-Poulkovo, - Samara-Kouroumotch, - Sotchi-Adler, - Vladikavkaz (ru) |
| Pakistan International Airlines | Islamabad-Benazir Bhutto, Karachi-Jinnah, Lahore-Allama Iqbal |
| Pegasus Airlines                | Ankara Esenboğa, Gazipaşa-Alanya, Istanbul-S. Gökçen, Izmir-A. Menderes En saison : Dalaman |
| Qatar Airways                   | Doha-Hamad |
| Red Wings Airlines              | Iékaterinbourg-Koltsovo, Moscou-Joukovski |
| S7 Airlines                     | Novossibirsk-Tolmatchevo |
| Salam Air                       | En saison : Mascate |
| SCAT Airlines                   | Aktaou |
| Smartavia                       | Saint-Pétersbourg-Poulkovo |
| Turkish Airlines                | Istanbul En saison : Antalya |
| Ural Airlines                   | Iékaterinbourg-Koltsovo, Moscou-Joukovski |
| UTair                           | Moscou-Vnoukovo, Oufa, Sourgout, Tioumen-Roshchino |
| Uzbekistan Airways              | Tachkent |
| Wizz Air                        | Abou Dabi, Budapest-Ferenc Liszt, Rome Léonard-de-Vinci/Fiumicino |

Édité le 04/10/2020 Actualisé le 24/05/2024